# Серапеум

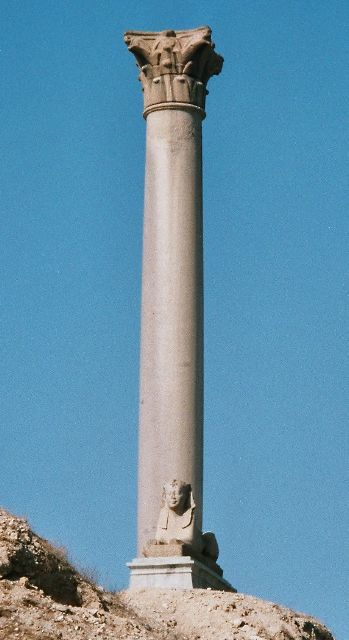
Колона Помпея, розташована безпосередньо на місці Александрійського серапеуму

Серапеум (грец. Σεραπείον, лат. Serapeum) — тип релігійної споруди, храм або релігійне поховання, присвячені елліністичному богу Серапісу в Єгипті. Серапіс поєднував у собі риси Осіріса й Апіса в образі людини, звичнішому для греків. Існувало кілька таких релігійних центрів, кожен з яких мав назву Серапеум.

## Александрія
Серапеум в Александрії (точніше, Канобі) — храм, збудований Птолемеєм III, і присвячений Серапісу, який вважався захисником Александрії. Відповідно до описів, Серапеум був найбільшим та найвеличнішим з усіх храмів у грецькій частині Александрії. Окрім зображення бога у храмі було відділення Александрійської бібліотеки.
За свідченням давньогрецького географа Страбона, храм розташовувався у західній частині міста. Нині від храму нічого не лишилось.
Під час розкопок на місці колони Діоклетіана 1944 року було виявлено предмети з храму Серапеум: два набори з десяти меморіальних дощок, по одній із золота, срібла, бронзи, фаянсу, нільського бруду, що висох на сонці, та п'ять з непрозорого скла. Дошки містили тексти грецькою мовою та ієрогліфічним єгипетським письмом із твердженням про будівництво Серапеуму Птолемеєм III. В основі храму були знайдені предмети часів царювання Птолемея IV, присвячені богу Гарпократу — сину Гора. Галереї під храмом були, імовірно, місцем проведення обрядів на честь бога Серапіса. 1895 року на місці храму була знайдена чорна діоритова статуя Серапіса у втіленні бика Апіса з диском сонця між рогами з написами часів римського імператора Адріана (117–138).
Існує кілька гіпотез руйнування храму:
1. У IV столітті в Александрії діяв патріарх Феофіл. У той час декретами імператора Феодосія I було заборонено будь-які релігійні обряди, окрім християнських. Феодосій I поступово перетворив священні святкові дні на робочі (389), заборонив публічні жертвопринесення, закривав храми й потай сприяв проявам неповаги християн до основних культових споруд. Декрет 391 року призвів до остаточного занепаду поганських храмів, на місці яких виникали християнські церкви.

В Александрії патріарх Феофіл отримав юридичну владу над одним із закинутих храмів Діоніса. Він хотів перетворити його на церкву. Під час ремонту в храмі були виявлені таємні печери. Відкриття тих печер спровокувало напад поганців на християн, ті ж у свою чергу вжили заходів у відповідь. Тоді поганці відступили й забарикадувались у Серапеумі — найбільшому зі святилищ міста, що лишились. Вони захопили багато християнських бранців, деякі з них були принесені в жертву шляхом спалювання, а решта вбиті чи з поламаними ногами кинуті до печер для жертвопринесення. Тоді ж поганці, які потрапили у пастку в армії, почали грабувати його.

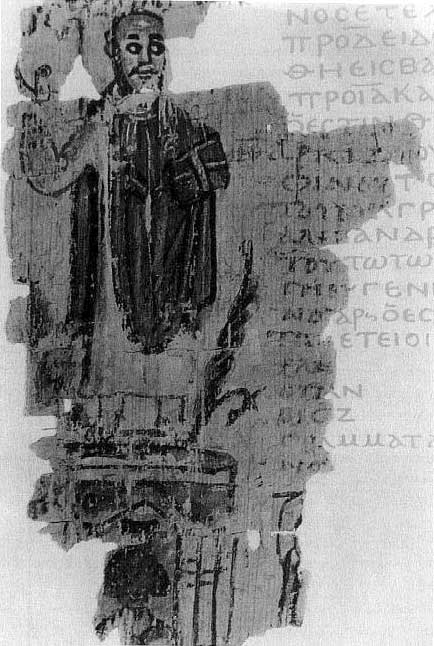
Феофіл з Євангелієм у руці стоїть на Серапеумі 391 року

Феофіл надіслав листа Феодосію I з проханням помилувати поганців у обмін на знищення всіх поганських споруд. Це і призвело до руйнування Серапеуму. Спочатку римські солдати й ченці, покликані з пустелі, зруйнували храм з землею, потім вони почали руйнувати священні будівлі у місті Канопус. Усюди в Єгипті були зруйновані поганські будівлі.
1. Існує інша версія руйнування Серапеуму. Події почались із закриття мітреуму. Імовірно, рештки святилища були «спаплюжені» християнами, що спричинило напад поганців. Подальші події розвивались аналогічно до першої версії.

1. Є також третя версія, початок якої викладено у працях грецького історика Євнапія. Відповідно до тієї версії натовп християн застосував військову тактику для руйнування Серапеуму та подальшого його розграбування. Людські скелети «злочинців» і «рабів» — християн, убитих у Серапеумі, — були перенесені до християнських храмів, вони вважались мучениками[4].

## Саккара
Серапеум у Саккарі — некрополь, розташований поряд із Мемфісом у Єгипті. Був місцем поховання биків Апісів, земних втілень бога Пта. Некрополь було виявлено 1 листопада 1850 року французьким єгиптологом Огюстом Маріетом, який провів розкопки більшої частини комплексу. Його замітки про розкопки було втрачено, що ускладнило хронологічний аналіз тих поховань.
З VII століття до н. е. померлих Апісів бальзамували й ховали у саркофагах на цвинтарі Серапеум.
У тому й низці інших поховань, датованих періодом від царювання Рамсеса XI до Осоркона II (близько 250 років), відомо про дев'ять похованих биків. Це число включає три не знайдених поховання, але про існування яких здогадувався Марієт.

## Канопус

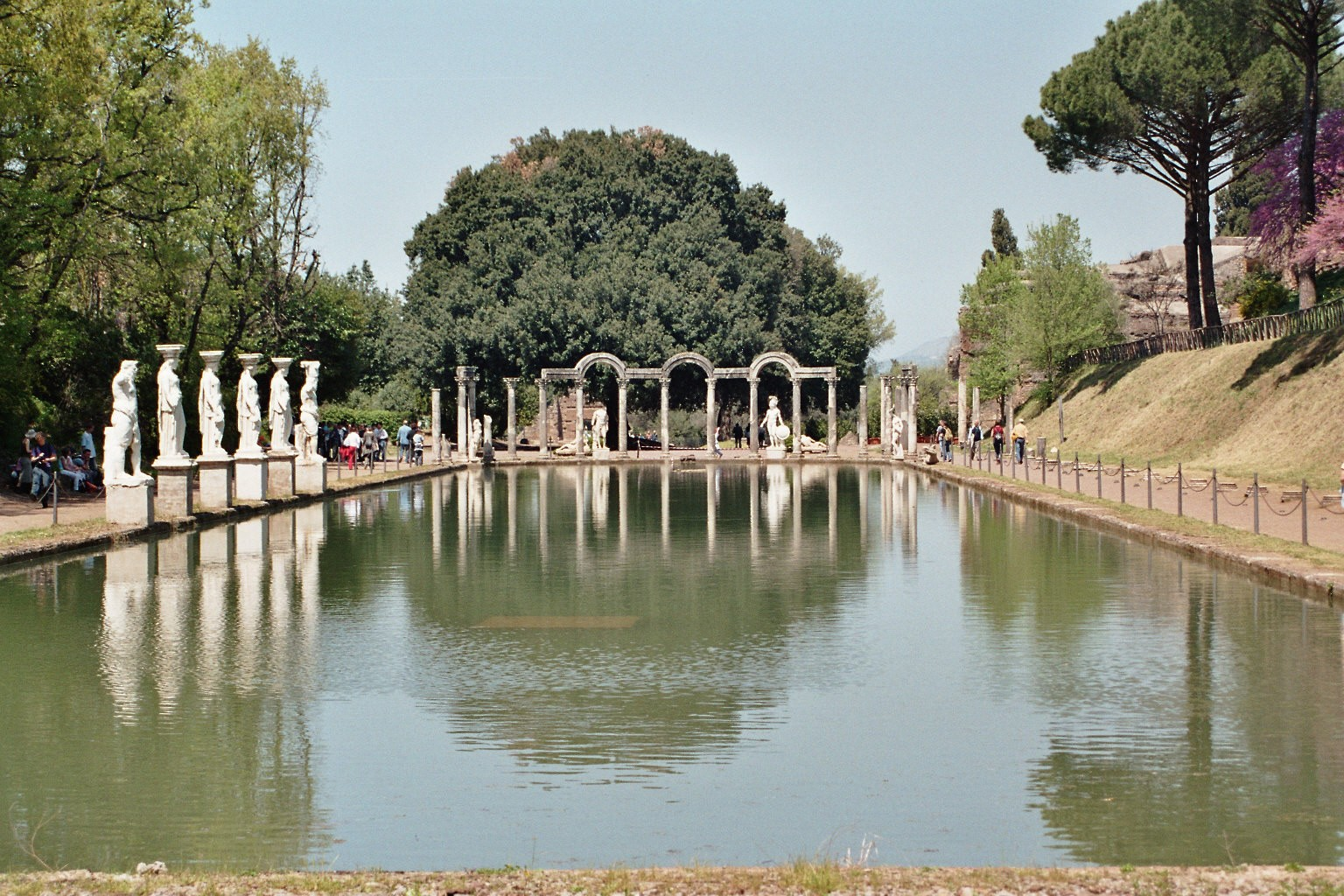
Реконструкція канопуського серапеуму на віллі Адріана

Ще один Серапеум був розташований у місті Канопус у дельті Нілу поблизу з Александрією. Те святилище було присвячено богині Ісіді — дружині Серапіса. Був одним з найвідоміших культових центрів Єгипту доби Птолемеїв і римлян. Свята на честь Ісіди були настільки популярними, що храм став зразком для архітектурного наслідування під час будівництва інших релігійних об'єктів у Єгипті.
Священна греко-римська ділянка (теменос) включала храм, розташований позаду пропілеї чи перистилю. Були знайдені також інші святині, присвячені іншим богам: Анубісу, Гермесу Трисмегісту (синкретичне божество з рисами Тота й Гермеса), Гарпократу тощо. Комплекс часто асоціювався зі священним джерелом, що зображувало, у певному сенсі, щорічний розлив Нілу.
Римський імператор Адріан реконструював Канопус на своїй віллі біля Тіволі у великих пропорціях: величезний прямокутний резервуар, що був проходом 119 метрів завдовжки та 18 метрів завширшки, оточений портиками та статуями, вів до Серапеуму. Захищене величним куполом, святилище було розділено на загальнодоступну область і підземну частину. Після завершення будівництва храму Адріан наказав викарбувати пам'ятні монети зі своїм портретом і зображенням Серапіса на помості з навісом на двох колонах.

## Галерея

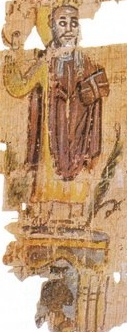
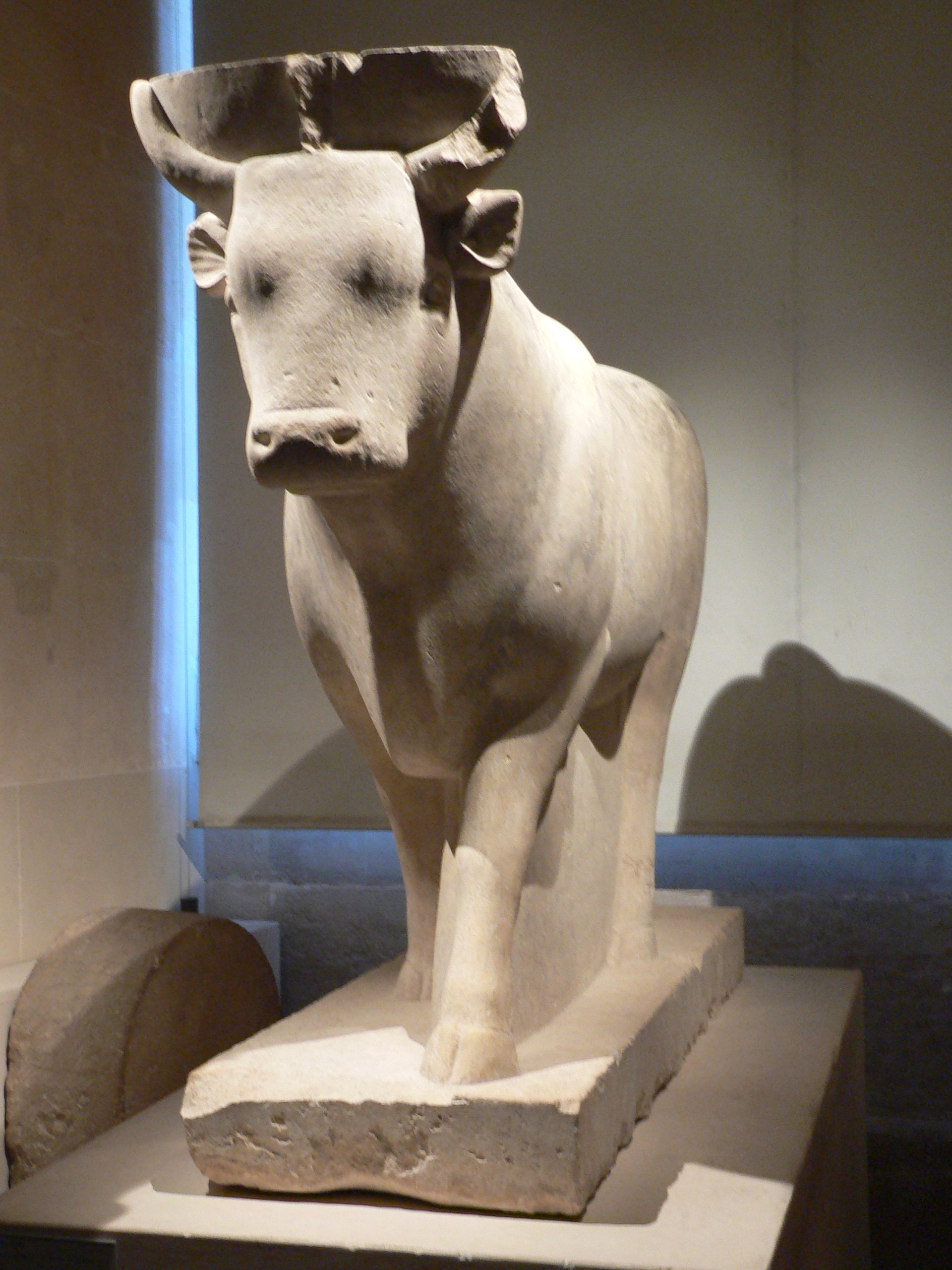
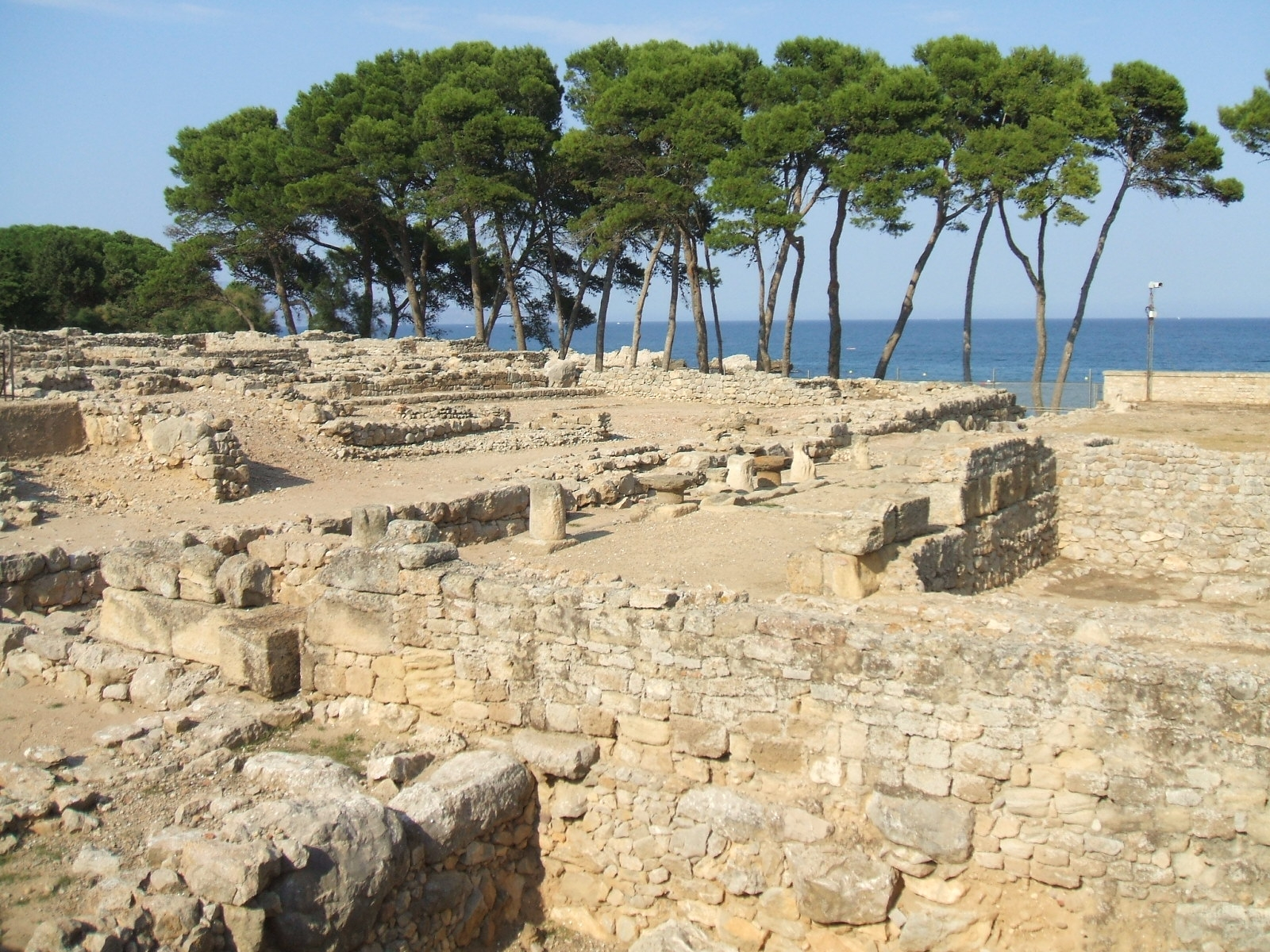
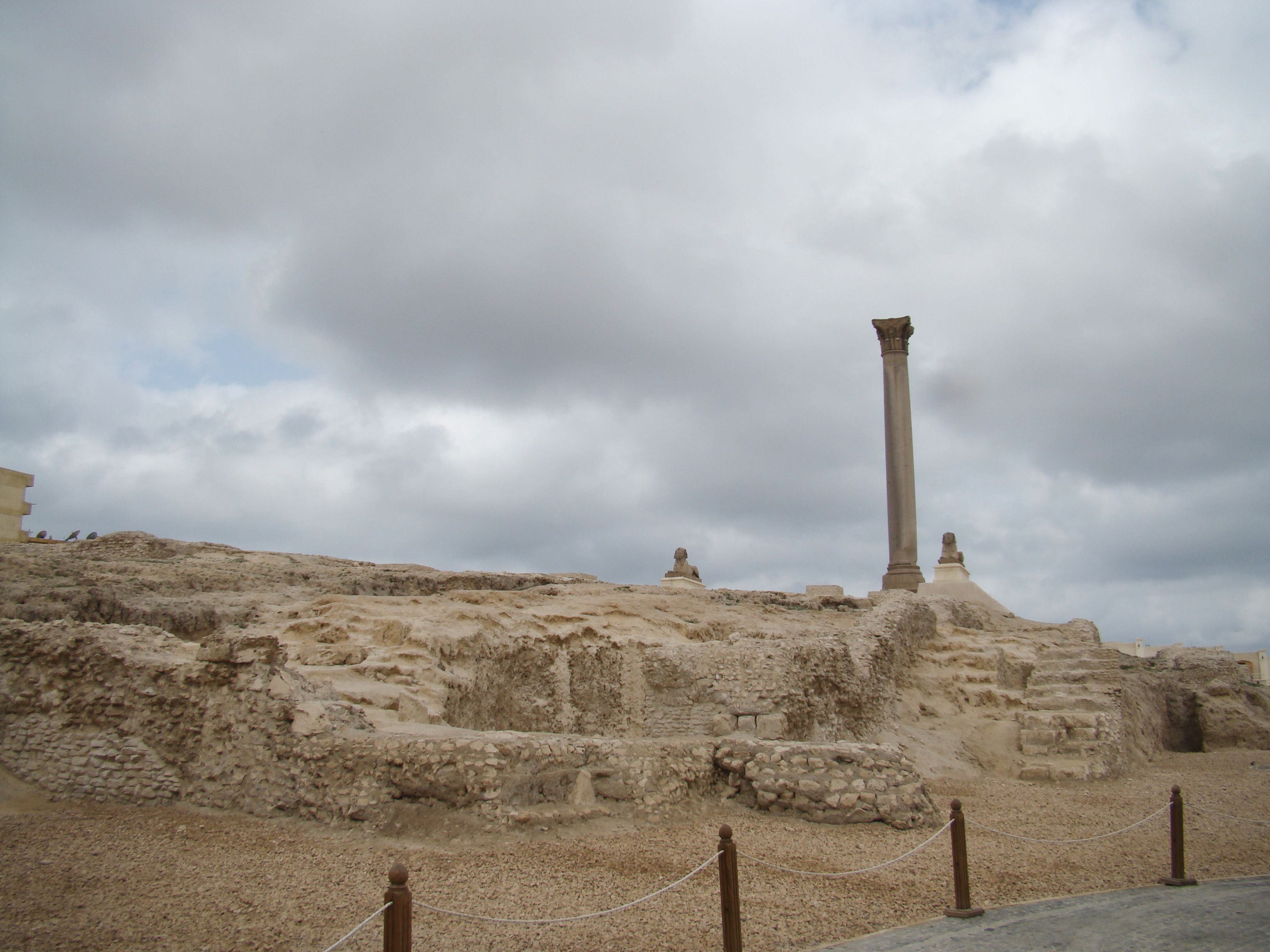